# 布蘭查德 (密蘇里州)
布蘭查德（英語：Blanchard）是位於美國密蘇里州艾奇遜縣的普查規定居民點。

## 人口
根據2020年美國人口普查的數據，布蘭查德的面積為1.37平方千米，皆為陸地。當地共有人口27人，而人口密度為每平方千米19.71人。